# Linda v poli u Satalic
Linda v poli u Satalic je památný strom, který roste v poli severně od Satalic směrem k Vinoři, poblíž Vinořského potoka mezi ulicemi Vinořská a Mladoboleslavská. Je po něm pojmenovaná satalická ulice „K Lindě“.

## Parametry stromu
- Výška (m): 22,0
- Obvod (cm): 668
- Ochranné pásmo: vyhlášené - kruh o poloměru 22 m
- Datum prvního vyhlášení: 30.05.2013[1]
- Odhadované stáří: 120 let (k roku 2016)[2]

## Popis
Strom s hluboce brázditým kmenem je výraznou krajinnou dominantou. Ve výšce 2,5 metru se kmen rozděluje na dvě silné větve a ty poté nesou rozložitou korunu, která původně bývala mnohem větší. Zdravotní stav topolu odpovídá jeho stáří a perspektiva se uvádí jako snížená. Pro své umístění v poli je ohrožen přioráváním půdy těsně k bázi kmene, proto jej schrání spolu s ochranným pásmem také ohrazení.

## Historie
Topol byl vysazen na přelomu 19. a 20. století při terénní úpravě menší prohlubně. O jeho vyhlášení památným stromem usilovala Městská část Praha-Satalice několik let.